# Campbell-Napier-Railton Blue Bird

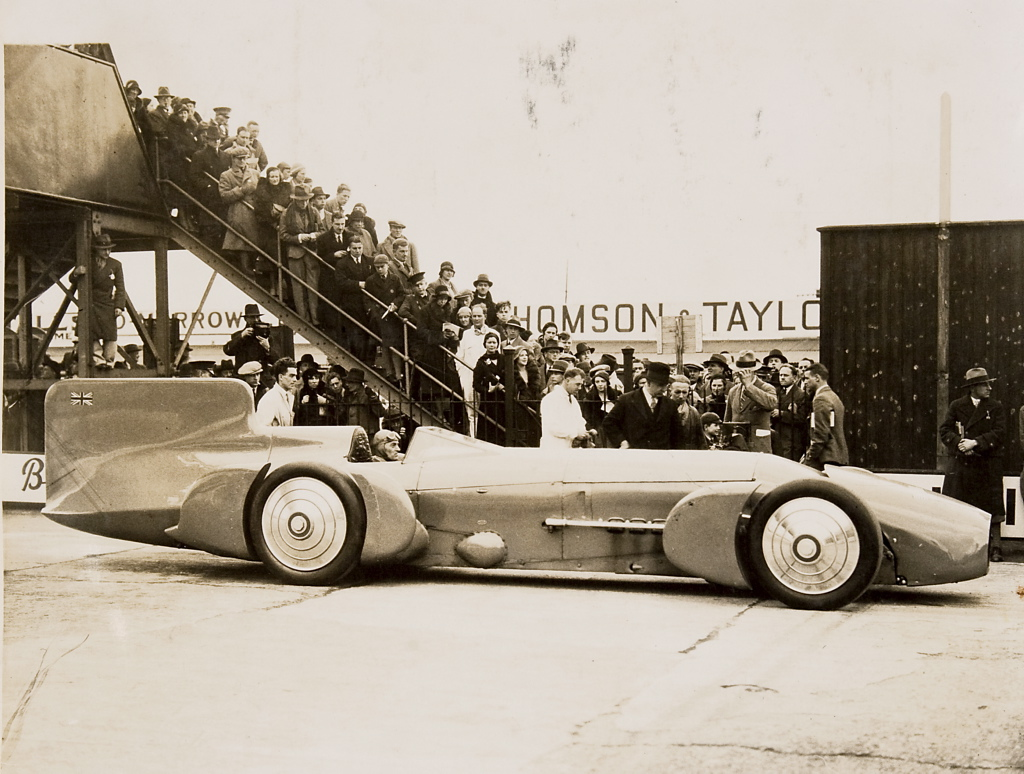
Malcolm Campbell am Steuer des Blue Bird

Der Campbell-Napier-Railton Blue Bird war ein kolbenmotorgetriebenes Rekordfahrzeug, mit dem Malcom Campbell zweimal den Landgeschwindigkeitsrekord für Automobile aufstellte.

## Vorgeschichte und Hintergrund
1924 erzielte der Brite Malcolm Campbell mit einem von ihm Blue Bird genannten Sunbeam seinen ersten „Land Speed Record“. In den folgenden Jahren lieferte er sich mit seinem Landsmann Henry Segrave ein wechselvolles Duell um den Titel. Ein technisches Wettrüsten begann, bei dem Campbell mit dem Napier-Campbell Blue Bird ein sehr konkurrenzfähiges Fahrzeug zur Verfügung hatte. Am 11. März 1929 trat Segrave jedoch mit seinem völlig neu konstruierten und aufgebauten Golden Arrow in Daytona Beach (USA) an und setzte eine neue Bestmarke. Lagen bis dahin die Rekordverbesserungen im niedrigen einstelligen km/h-Bereich (von 327,97 km/h über 333,05 km/h zu 334,02 km/h), verbesserte Segrave den Rekord um bemerkenswerte 38,29 km/h auf 372,34 km/h. Dieser Sprung veranlasste Campbell, ebenfalls technisch nachzurüsten und mit dem Bau des Campbell-Napier-Railton Blue Bird zu beginnen.

## Das Fahrzeug
Für den neuen Blue Bird waren eindeutig ein leistungsstärkerer Motor plus Getriebe sowie ein neues Chassis und eine bessere Aerodynamik erforderlich. Campbell entschied sich für einen aufgeladenen Napier-Lion-VIID-Flugmotor mit mehr als der dreifachen Leistung des vorherigen Blue Bird. Mit seinen 1350 PS (1010 kW) bei 3600/min (in der Rennversion) war dieser Motor dem nicht aufgeladenen, 900 PS (670 kW) starken Lion VIIA des Golden Arrow deutlich überlegen.
Das war nicht das erste Mal, dass Aufladung für Land Speed Record-Fahrzeuge genutzt wurde, aber die erste Kombination eines Zentrifugalkompressors mit einem so großvolumigen Flugzeugtriebwerk. Die innovative vertikale aerodynamische Stabilisierungsflosse von Golden Arrow wurde ebenfalls verwendet, eine Premiere für Campbell.

## Der Name
Die Bezeichnung für alle von Malcolm und seinem Sohn Donald Campbell eingesetzten Fahrzeuge, die fast schon zum Markennamen wurde, geht auf Campbell senior zurück und bezieht sich auf einen als Hüttensänger (engl. Name „Bluebird“) bekannten Sperlingsvogel. Malcolm taufte bereits in den 1920er Jahren einen seiner Darracq-Rennwagen auf diesen Namen (und lackierte ihn azurblau), nachdem er ein gleichnamiges Theaterstück von Maurice Maeterlinck gesehen hatte. Im Jahr 1925 fuhr er auch einen Itala bei einem Rennen in Brooklands, bei dem der Namen „The Blue Bird“ auf der Motorhaube aufgemalt war.

### „Campbell-Napier-Railton“
Das Fahrzeug wurde Anfang Januar 1931 fertiggestellt und trug in dieser ersten Version den Schriftzug Napier-Campbell auf dem Heck. Das Auto wird aber meistens als Campbell-Napier-Railton bezeichnet, um Verwechslungen mit anderen Blue-Bird-Fahrzeugen zu vermeiden. Gelegentlich wird es auch als Blue Bird IV bezeichnet. Campbell und sein Team nannten das Auto weiterhin einfach Blue Bird, wie sie es schon mit den vorherigen Versionen getan hatten.
Diese Nomenklatur erschließt sich folgendermaßen: „Campbell“ für den Initiator und Fahrer des Wagens, „Napier“ für den Motor und „Railton“ für den Konstrukteur Reid Railton, der das Projekt technisch umsetzte.
Anmerkung: Napier und Railton vertieften diese Zusammenarbeit und bauten in der Folge 1933 den über viele Jahre erfolgreichen Napier-Railton.

### „Blue Bird“ oder „Bluebird“
Malcolm Campbell nannte seine Fahrzeuge „Blue Bird“, Donald hingegen „Bluebird“, auch um die zahlreichen Fahrzeuge der beiden einfacher zuordnen zu können. So begann das Rekordboot K4 „sein Leben“ also als Malcolms Blue Bird, aber als Donald 1949 nach dem Tod seines Vaters das Boot weiter benutzte, benannte er es in Bluebird um.

## Technische Daten

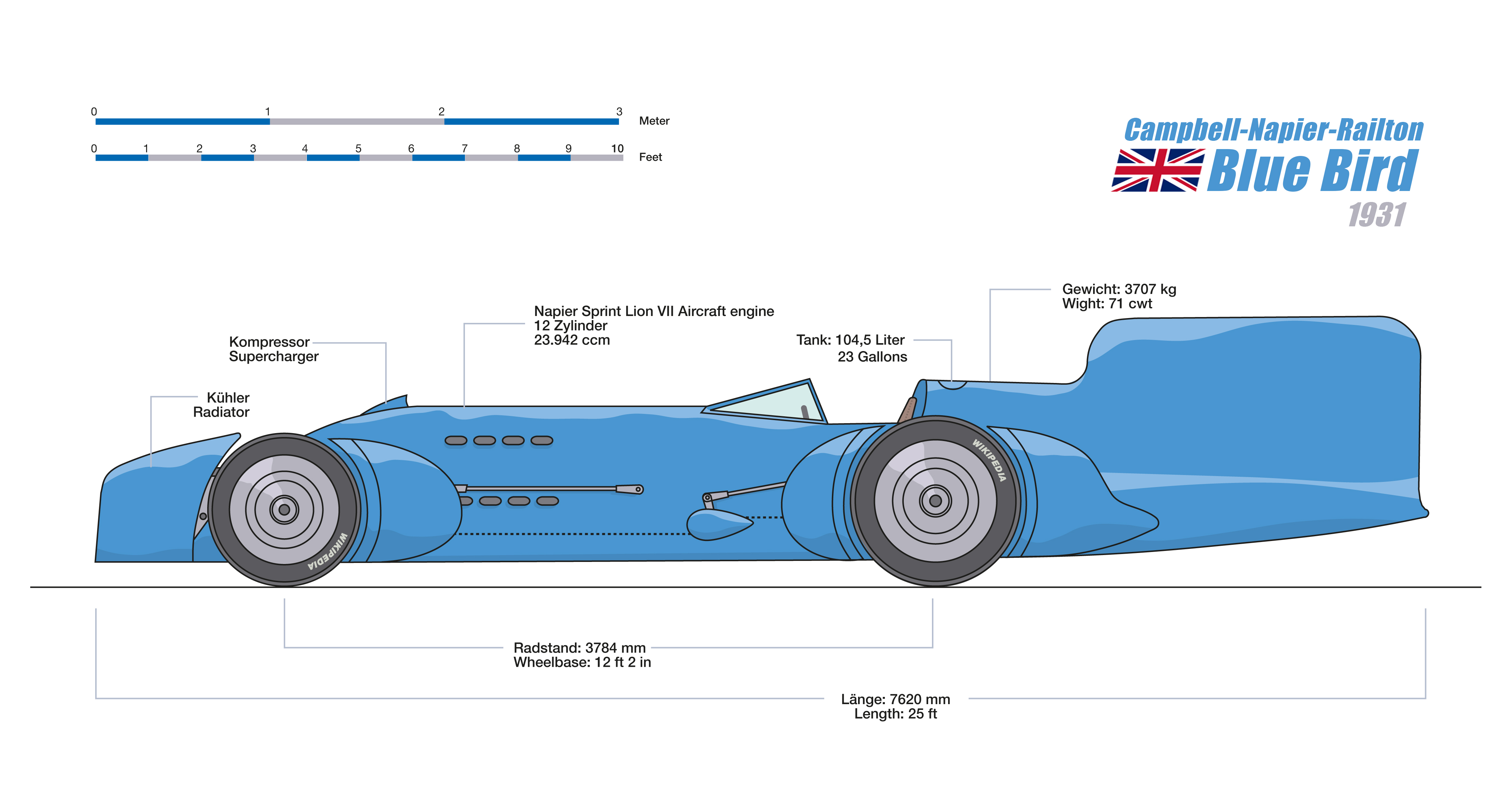
Seiten-Ansicht (mit technischen Informationen) des Campbell-Napier-Railton Blue Bird von 1931

| Campbell-Napier-Railton Blue Bird |                                                                                                   |
| Herstellungsland                  | Großbritannien                                                                                    |
| Motor                             |                                                                                                   |
| Hersteller                        | Napier sprint Lion VII Schneider Cup aircraft engine                                              |
| Zylinder                          | 12 (in drei Reihen zu je vier Zylindern)                                                          |
| Bohrung                           | 139,7 mm                                                                                          |
| Hub                               | 130,17 mm                                                                                         |
| Hubraum                           | 23.942 cm³ (23,9 Liter)                                                                           |
| Kompression                       |                                                                                                   |
| Ventile                           |                                                                                                   |
| Vergaser                          | Claudel-Hobson 3 no.                                                                              |
| Max. Leistung                     | 1350 PS (1010 kW) bei 3600/min (Rennversion mit Radialverdichter)                                 |
| Motoraufhängung                   | „sub-frame“                                                                                       |
| Kraftübertragung                  |                                                                                                   |
| Kupplung                          | Mehrscheiben Kupplung von Ferodo                                                                  |
| Getriebe                          | KLG 3 Gang (constant mesh)                                                                        |
| Übersetzungsverhältnis            | 4.01 / 2.27 / 1.58                                                                                |
| Hinterachse                       | seitlicher Versatz um 17,7 cm, um einen niedrigere Position des Fahrersitzes zu ermöglichen       |
| Antrieb                           | Kegelrad-Achsantrieb 1,58 zu 1                                                                    |
| Fahrwerk                          |                                                                                                   |
| Chassis                           | Vickers – Stahlrahmen                                                                             |
| Aufhängung                        | Woodhead – halbelliptische Federn. Vorne 93,8 cm / Hinten 128,27 cm                               |
| Stoßdämpfer                       | Hartford Dämpfer – vier an jeder Achse                                                            |
| Lenkgetriebe                      | Marles – dual. Ackerman action                                                                    |
| Bremsen                           | Alford and Alder 45,7 cm Durchm. Stahlscheiben mit Clayton-Dewandre Vacuum Servo                  |
| Räder                             | Dunlop Stahlfelgen                                                                                |
| Reifen                            | Dunlop 35×6 in vorne, 37×6 in hinten                                                              |
| Maße                              |                                                                                                   |
| Radstand                          | 12 ft 2 in (370,84 cm)                                                                            |
| Spurweite vorne                   | 5 ft 4 in (162,56 cm)                                                                             |
| Spurweite hinten                  | 4ft 2in (127 cm)                                                                                  |
| Länge                             | 25 ft (762 cm)                                                                                    |
| Gewicht                           | ca. 3607 kg (inklusive ca. 658 kg Bleiballast vor der Hinterachse, um die Traktion zu verbessern) |
| Tankinhalt                        | 104,5 Liter                                                                                       |
| Kühler                            | Serck honeycomb                                                                                   |
| Karosserie                        |                                                                                                   |
| Hersteller                        | Gurney Nutting & Co. Ltd                                                                          |
| Material                          | Aluminium                                                                                         |

Quellen: 

## Der Rekord

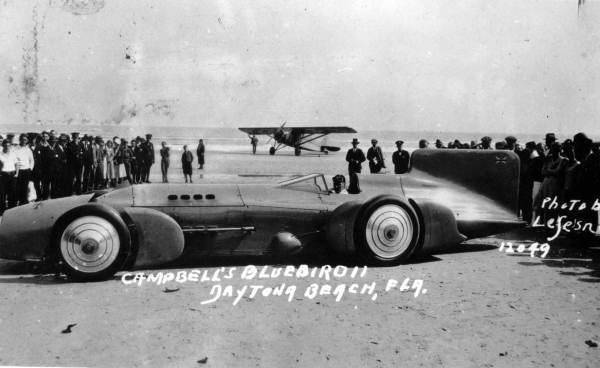
Blue Bird Land speed record car 1931 in Daytona Beach

### Die Ausgangssituation
Nachdem der Campbell-Napier-Railton Blue Bird fertiggestellt war, suchte Campbell in Südafrika nach geeigneten Strecken für seinen Rekordversuch. Dort erfuhr er vom Tod seines großen Rivalen. Henry Segrave, der genauso wie Campbell auch auf dem Wasser nach Rekorden jagte, verunglückte am 13. Juni 1930 beim Versuch, mit Miss England II auf dem Lake Windermere einen neuen Geschwindigkeitsrekord für Wasserfahrzeuge aufzustellen, tödlich.
Nachdem Campbell nach England zurückgekehrt war, brachte er das neue Fahrzeug nach Daytona, weil er besorgt war, amerikanische Herausforderer könnten eventuell den Rekord in die USA holen. Segrave war Brite gewesen.

### Die Versuche
Campbell startete seinen ersten Versuch am 5. Februar 1931 in Daytona Beach und brach mit einem Durchschnitt von 395,96 km/h den Geschwindigkeitsrekord, was in der britischen Bevölkerung große Anerkennung fand, sodass er als Sir Malcolm Campbell zum Ritter geschlagen werden sollte.
Auf Basis der beim ersten Versuch getroffenen Erkenntnisse wurde das Auto modifiziert. Die Karosserie wurde optimiert und vorne mit einem neuen Lufteinlass versehen. Ein Jahr später, am 24. Februar 1932, kehrte Campbell nach Daytona Beach zurück und verbesserte seinen eigenen Rekord, indem er das Auto auf 408,71 km/h brachte. Später wurde dieses Fahrzeug die Basis für den Campbell-Railton Blue Bird, mit dem er 1933 seinen eigenen Rekord brach.

### Die Läufe in der Übersicht
| Datum            | Ort                | Fahrer               | Vehicle                                     | Geschwindigkeit über 1 km | Geschwindigkeit über 1 mi |
| ---------------- | ------------------ | -------------------- | ------------------------------------------- | ------------------------- | ------------------------- |
| 5. Februar 1931  | Daytona Beach, USA | Sir Malcolm Campbell | Campbell Napier RailtonBlue Bird 12 Zyl. SC | 246,08 mph (396,03 km/h)  | 245,73 mph (395,46 km/h)  |
| 24. Februar 1932 | Daytona Beach, USA | Sir Malcolm Campbell | Campbell Napier RailtonBlue Bird 12 Zyl. SC | 251,34 mph (404,49 km/h)  | 253,96 mph (408,71 km/h)  |

Quelle: